# 岩手県道256号野々上下斗米線
岩手県道256号野々上下斗米線（いわてけんどう256ごう ののがみしもとまいせん）は、岩手県二戸市を通る一般県道である。

## 概要
二戸市野々上字荒谷で岩手県道182号野々上斗内線から連続、岩手県道241号上斗米金田一線から分岐し、同市下斗米字上台で岩手県道32号二戸田子線に接続する路線である。

### 路線データ
- 起点：二戸市野々上字荒谷（岩手県道182号野々上斗内線・岩手県道241号上斗米金田一線交点）
- 終点：二戸市下斗米字上台（岩手県道32号二戸田子線交点）

## 地理

### 交差する道路
- 岩手県道182号野々上斗内線・岩手県道241号上斗米金田一線（起点）
- 岩手県道32号二戸田子線（終点）